# Loriguilla
Loriguilla è un comune spagnolo di 1 045 abitanti situato nella comunità autonoma Valenciana.
È gemellato col Comune italiano di Morro d'Alba (Ancona)